# Río Cuarto (distrito)
Río Cuarto es un distrito del cantón de Río Cuarto, en la provincia de Alajuela, de Costa Rica.

## Historia
Río Cuarto fue creado el 11 de octubre de 2018 por medio de Acuerdo Ejecutivo N°044-2018-MGP.

## Geografía
Río Cuarto cuenta con un área no publicada al 2021 y una elevación media de 430 m s. n. m.

## Demografía
Para el último censo efectuado, en el 2011, Río Cuarto no había sido creado.

## Localidades
- Poblados: Bolaños, Caño Negro, Carmen, Carrizal, Colonia del Toro, Crucero, Hule, Laguna, Palmera, Palmar, Pata de Gallo, Pueblo Nuevo y San Jorge.

## Transporte

### Carreteras
Al distrito lo atraviesan las siguientes rutas nacionales de carretera:
- Ruta nacional 140
- Ruta nacional 708
- Ruta nacional 744